# 路加福音第9章
路加福音9章是《新約聖經·路加福音》的第9章，全章共有62節。

## 内容与分段

### 差遣十二使徒
在第1-9节，说到耶稣差遣十二使徒扩展祂的职事，赐给他们制伏一切的鬼，以及医治疾病的能力、权柄。

### 五饼二鱼
在10-17节，记载耶稣在伯赛大用五个饼两条鱼食饱五千人，并且剩下的零碎还有十二篮子；在18-21节，记载耶稣被彼得认出是基督；22-26节，记载耶稣首次揭示祂的死与复活；

### 登山变像
27-36节，记载耶稣登山变像；37-43节，记载耶稣赶出一人之子的污鬼；43～45节第二次揭示祂的死；

### 谁为大
在46-50节，耶稣教导门徒要谦卑与容忍：“不要禁止他；因为不抵挡你们的，就是帮助你们的。” ；在51-56节，说到耶稣从加利利到耶路撒冷，被撒玛利亚人所弃绝；

### 对跟从者
在57-62节，耶稣分别指导不同的人如何跟从祂，他劝财主考虑跟从的代价：“狐狸有洞，天空的飞鸟有窝，人子却没有枕头的地方。”；也鼓励另一个人“让死人埋葬他们的死人，你只管去遍传神的国。”。 

## 相关研究

### 对观福音研究
在对观福音中，路加福音9章12-17节五饼二鱼的神迹，也可见于马太福音14章的15-21节。18-27节的记载，也可见于马太福音16章的13-28节。28-36节关于耶稣登山变相的记载，也可见于马太福音17章的1-9节。 

### 驱魔与鬼的来历
普利茅斯弟兄会的解经家根据希伯来书6章5节，指出制伏一切的鬼，以及医治疾病的能力、权柄都属于“来世的能力”，因此十二使徒制伏鬼和医治疾病的权柄，就是预尝了来世（千年国）的能力。他们还解释鬼的来历说，鬼是生存在史前时代（亚当以前）一种动物，它们因为参与了撒但的背叛而受到神的审判，而成为脱体的灵。。与堕落的天使在空中配合撒但不同，鬼是在地上配合撒但的行动。

## 附註及參考
1. ↑  路加福音9章1节
2. ↑  路加福音9章17节
3. ↑  路加福音9章50节
4. ↑  路加福音9章58节
5. ↑  路加福音9章60节
6. ↑  创世记生命读经第二篇

## 外部連結
- 路加福音第9章（和合本） （页面存档备份，存于）

| 先前 路加福音8章 | 新約聖經的章節 路加福音 | 其後 路加福音第10章 |